# 魅力摄影

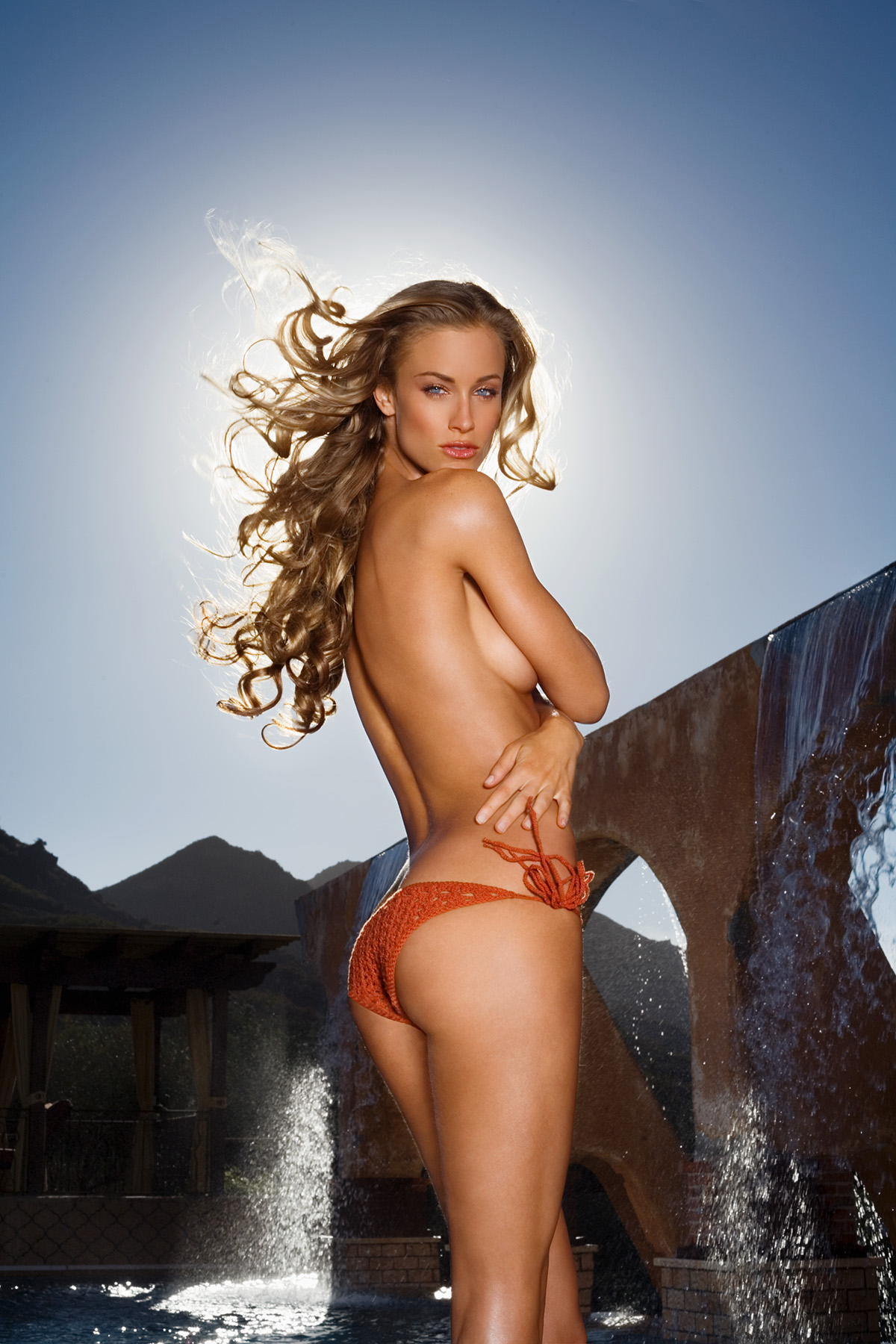
模特兒米歇爾·莫金半裸的魅力摄影照片

魅力摄影（Glamour photography）亦稱媚態摄影，是以浪漫或者性感的方式呈現主角魅力的攝影方式。其主角多半是女性，身上可能有衣服，也可能是半裸。不過呈現的尺度低於非裸摄影或色情。
魅力摄影的構圖一般是主角特定的靜止姿態。主角一般是專業的模特兒，摄影作品的目的是作為商業使用，像大量製作的月曆、海報、及像《Playboy》之類的男性雜誌。但有時也會以素人為主角，有時作品的目的也只是個人使用。魅力摄影會結合化妝、照明及噴霧等技術來產生吸引人的圖像。

## 早期歷史
1960年前，魅力摄影歸類為具有性挑逗的非裸摄影。早期的非裸摄影常和法國明信片有關，法國明信片是一明信片大小的照片，上面有裸體或半裸女性的挑逗照片，在法國許多攤販出售。在20世紀初期海報女郎走紅，多半是以暴露的服裝出現，邀請讀者一起享樂。蓓蒂·葛萊寶是當時出名的海報女郎之一，在第二次世界大戰時，她的泳裝海報是士兵的最愛。
1953年12月時《花花公子》第一期出版，封面及中間拉頁女郎為瑪麗蓮·夢露。貝蒂·佩吉是1955年一月的玩伴女郎。花花公子是第一個以以大眾消費者為目標的裸体摄影雜誌。
自1990年代初期，魅力摄影模特兒開始流行，包括Hope Talmons和蒂塔·万提斯，美國後來的代表性魅力摄影模特兒有海蒂·范·豪姆及Bernie Dexter，英國則是露西·萍德。

## 雜誌和電影明星

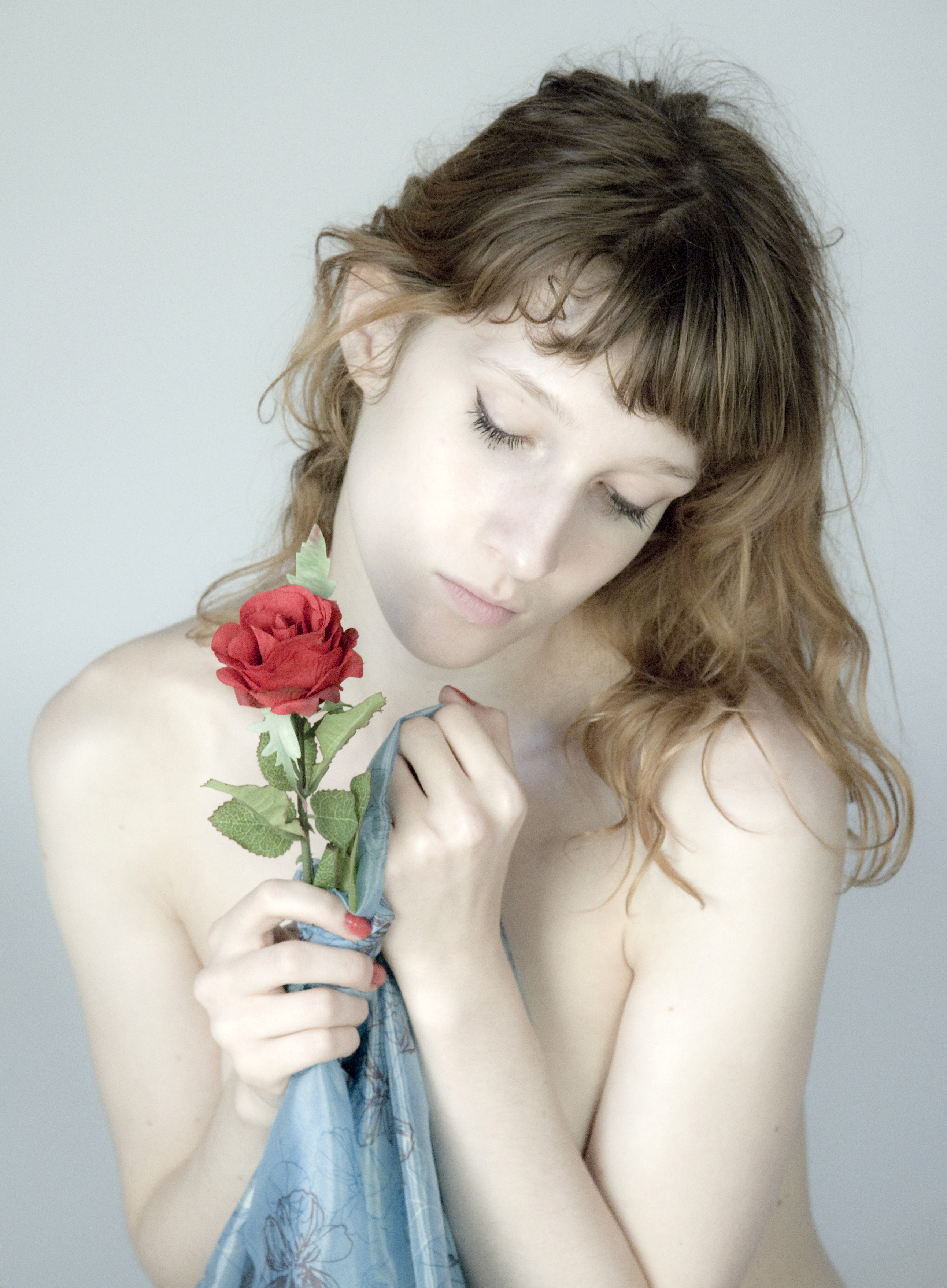
2011年時的一張魅力摄影

不同時期的魅力摄影標準和風格也會有所不同，反映當時社會普遍的品味及接受程度。在1920年代早期時，像露絲·哈里特·路易絲和喬治·赫雷爾等美國攝影師在拍攝名人時，會配合打光的技術來產生戲劇性的效果 。
在二次大戰時，衣著暴露的電影明星海報十分受到美國軍人的歡迎。不過在1950年代之前，魅力摄影的廣告及在男性雜誌中的圖片仍是高度爭議的議題，甚至可能是非法的。在一些國家，這類雜誌可能合法，但不允許公開的陳列，或者是在書報攤販售時需加上一個塑膠的封套，需在購買後才能看到封面及其中的內容。以魅力摄影為主題的雜誌一度曾定位為「藝術雜誌」或「健康雜誌」。

## 流行的肖像照片
自1990年起，魅力摄影開始在大眾中流行。坊間出現許多類似風格的攝影工作室，提供專業的髮型、化妝等服務，讓一般大眾有類似模特兒一般的經驗。這些照片有些是類似閨房寫真類型的照片，但也有不少是上班族或是年輕女學生，希望留下「她們最美麗時」的照片。

## 圖集

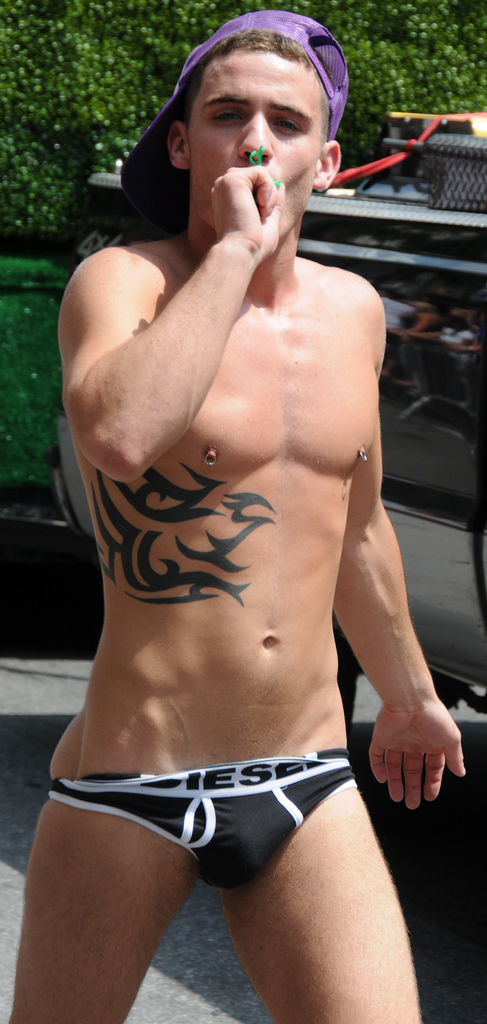
2009年半裸體的魅力摄影
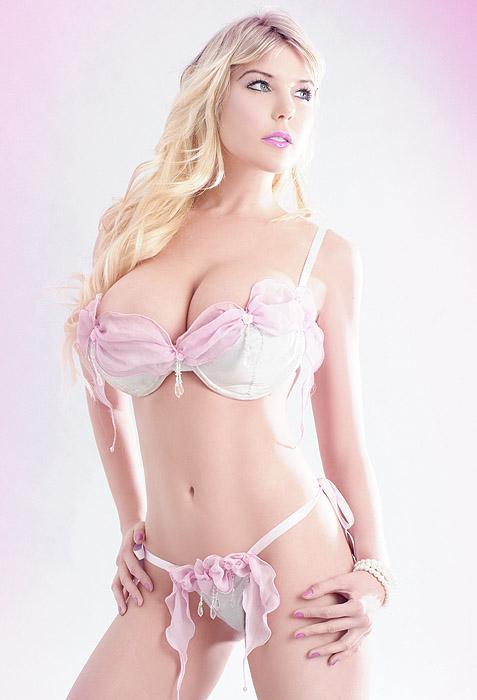
2009年艾麗·莎妮可·帕利特的魅力摄影
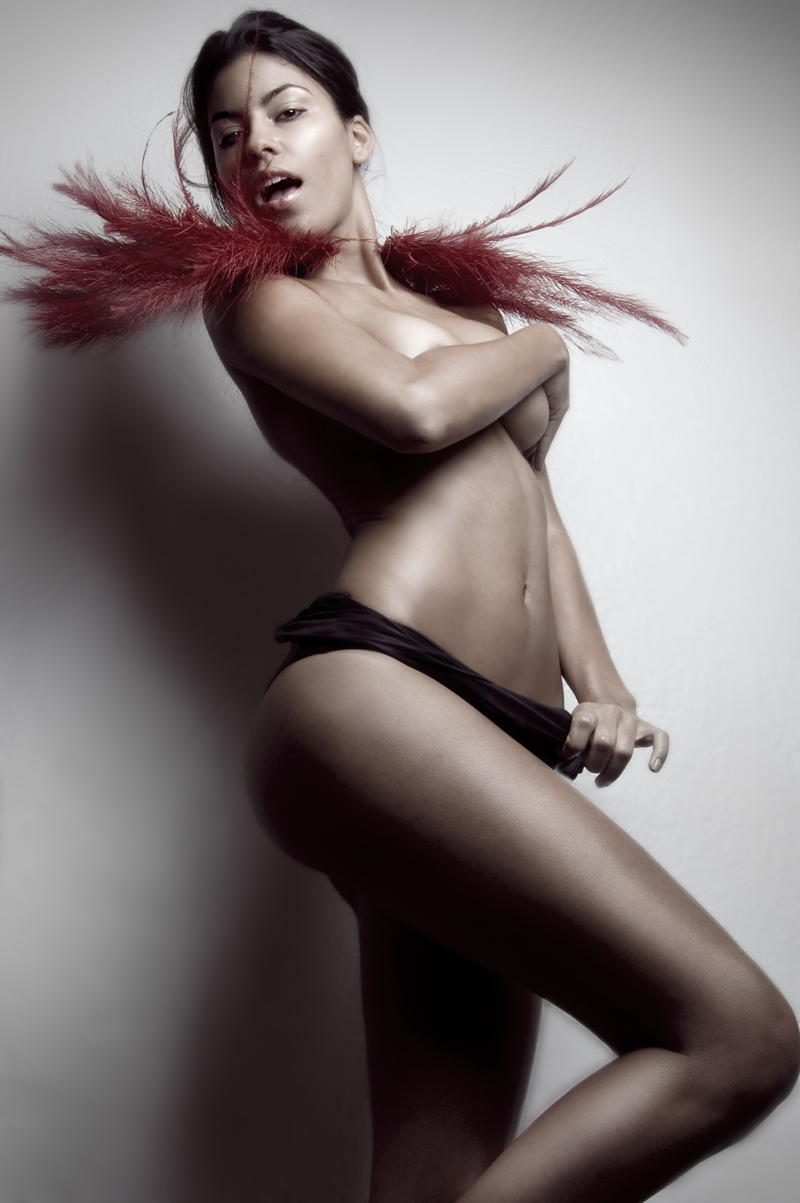
2007年半裸體的魅力摄影，其中用到手狀胸罩的技巧
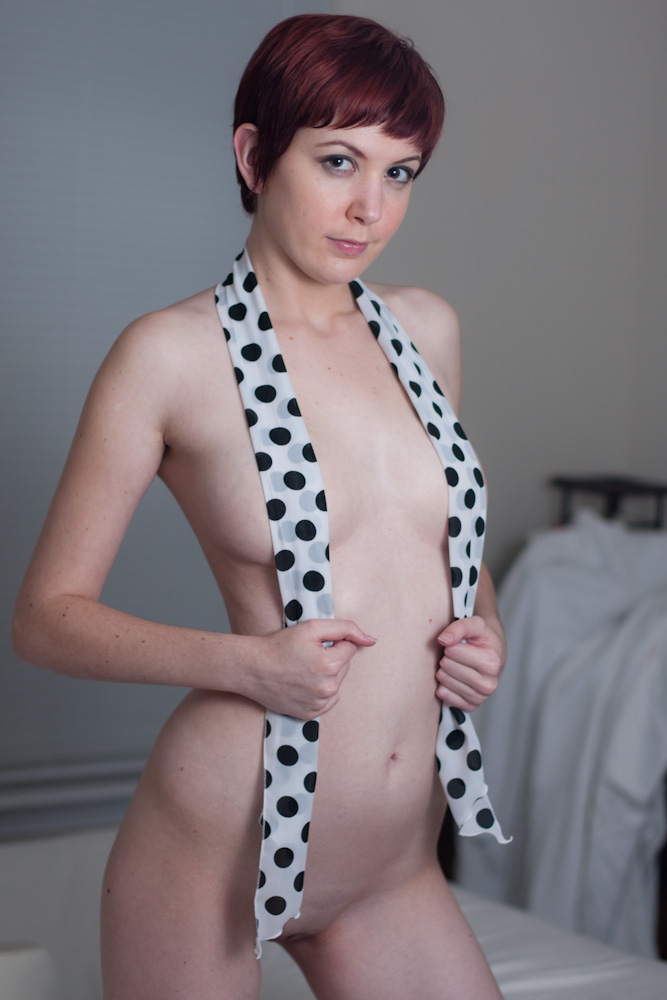
2009年半裸體的魅力摄影，利用模特兒的姿勢及攝影角度，讓私處不明顯